# Matkultur

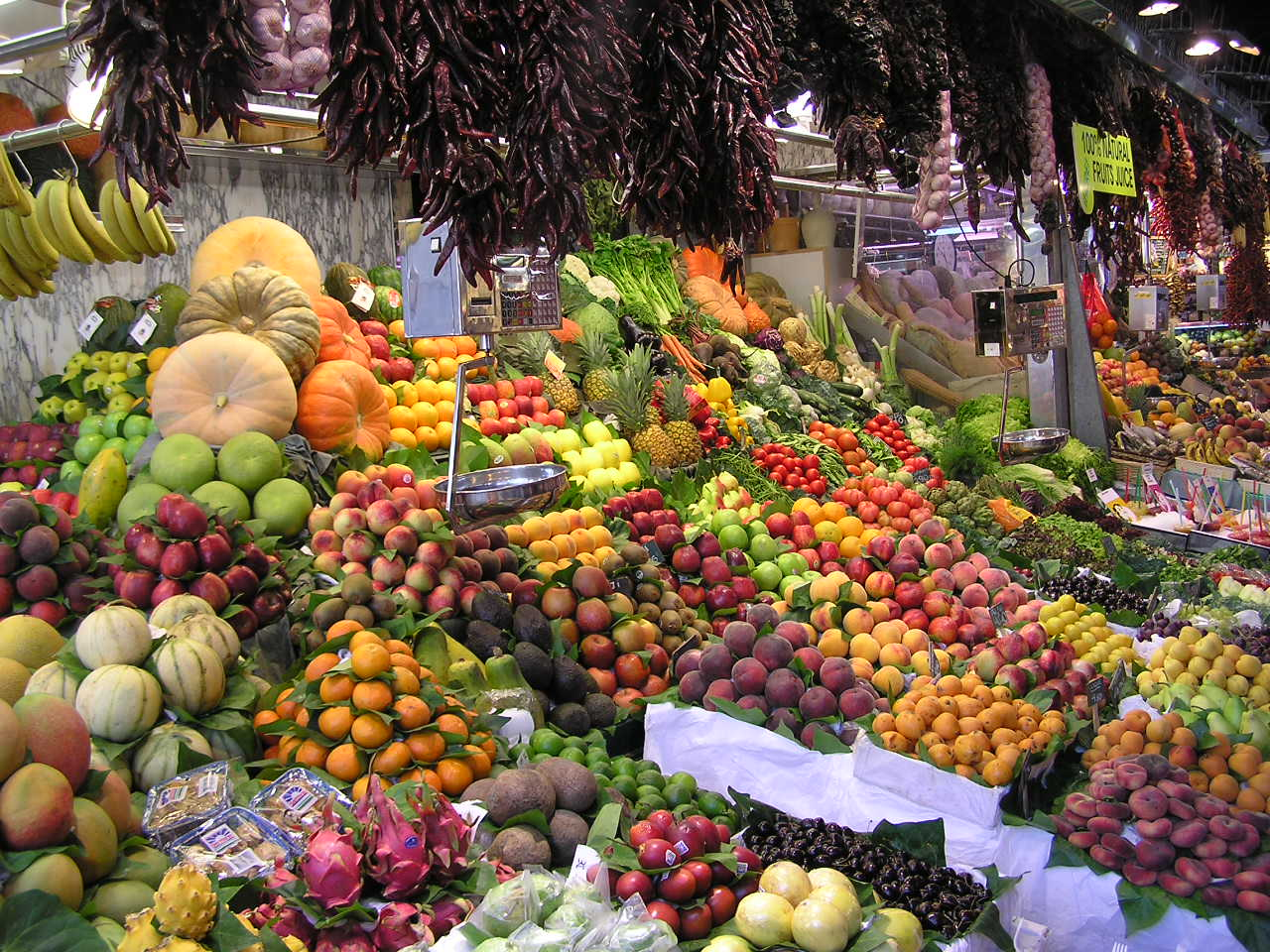
Spridning av råvaror till nya områden har påverkat matkulturer över hela världen i många hundra år, men processen har intensifierats betydligt de senaste årtiondena.

Matkultur är ett vitt begrepp som fokuserar på den kulturella sidan av produktion, distribution och konsumtion av mat och dryck. Ofta menas med begreppet matkultur framför allt aspekter när det gäller mat som upplevs som särskiljande mellan epoker, världsdelar, länder, regioner, folkgrupper eller sociala grupper. Bland faktorer som anses påverka en matkultur finns tillgång till råvaror, matlagningsteknik samt traditioner och religiösa regler när det gäller mat, men också idéer om vad som är hälsosamt, trendigt eller på annat sätt åtråvärt — och tvärtom.

## Kök efter område

### Afrika

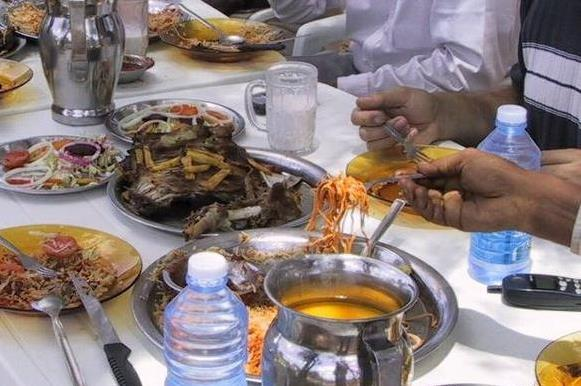
Somaliska maträtter

- Algeriska köket
- Angolanska köket
- Beninska köket

- Etiopiska köket
- Kamerunska köket
- Kenyanska köket
- Marockanska köket
- Namibiska köket
- Somaliska köket
- Sydafrikanska köket

### Asien
- Indiska köket
- Iranska köket
- Japanska köket
- Judiska köket

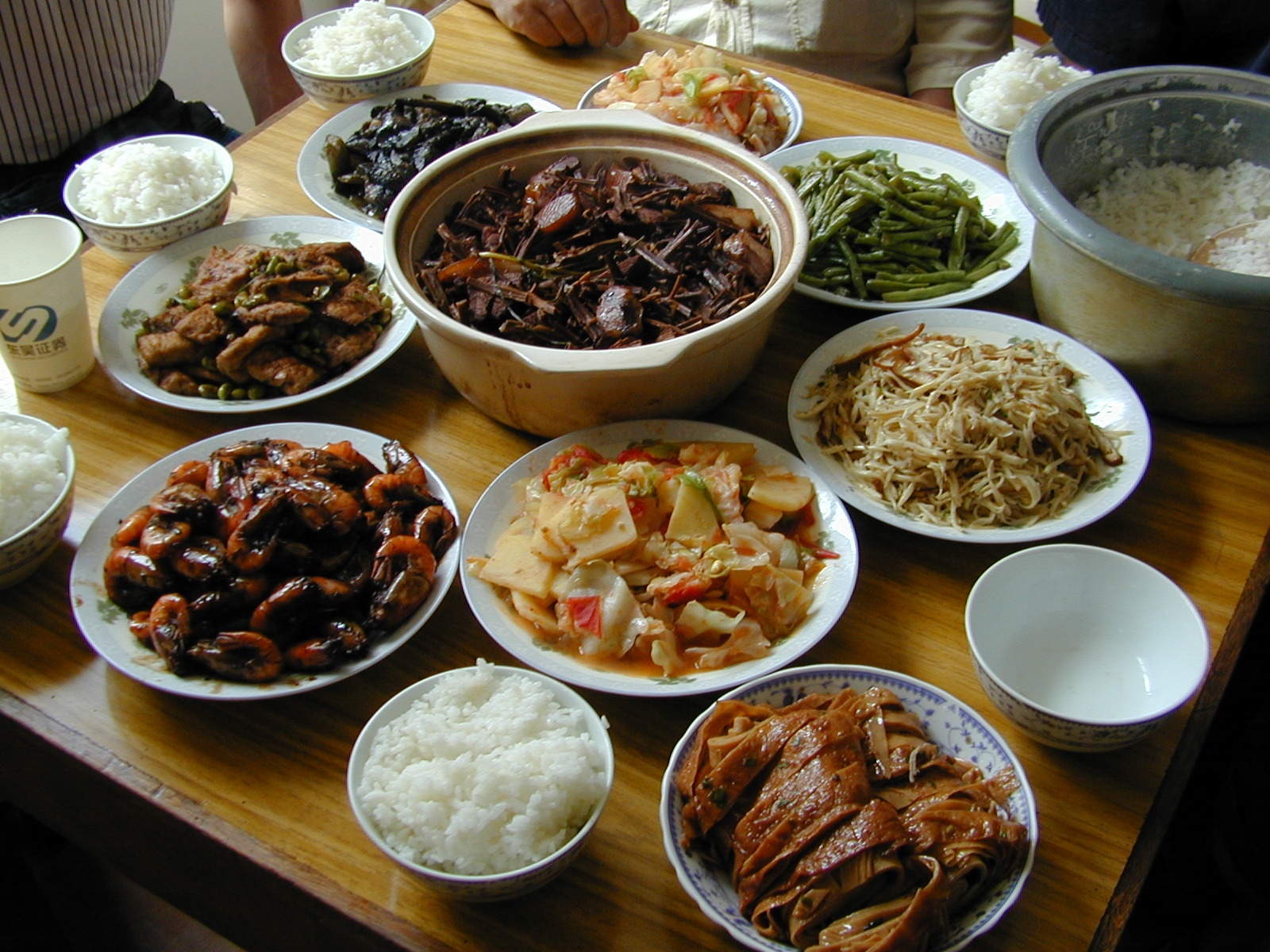
Kinesiska maträtter

- Kinesiska köket, Kantonesiska köket
- Libanesiska köket
- Thailändska köket
- Turkiska köket
- Vietnamesiska köket

### Europa
- Albanska köket
- Bosniska köket
- Brittiska köket
- Bulgariska köket
- Danska köket
- Finländska köket
- Franska köket
- Grekiska köket
- Isländska köket
- Italienska köket
- Polska köket
- Portugisiska köket
- Ryska köket
- Tjeckiska köket
- Serbiska köket
- Spanska köket
- Svenska köket

### Nordamerika
- Amerikanska köket
- Costaricanska köket
- Mexikanska köket

### Sydamerika

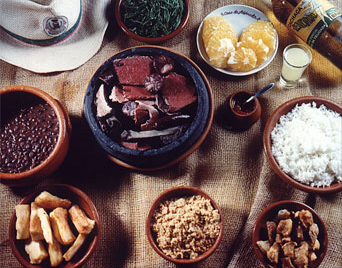
Brasilianska rätter

- Brasilianska köket
- Chilenska köket

## Övriga kök

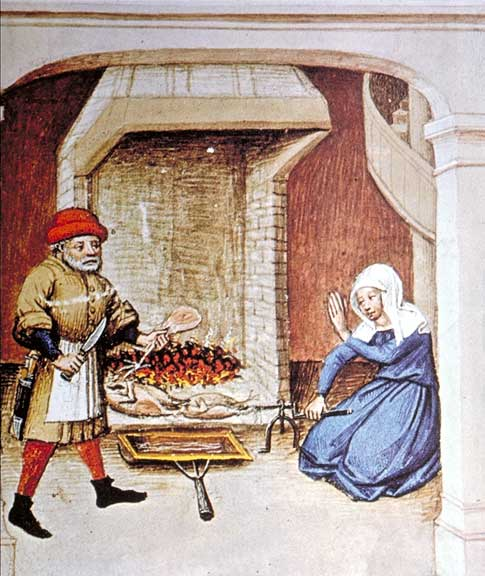
Medeltidens mat

- Aztekisk mat
- Medeltidens mat
- Kosher
- Vegetarianism